# Sorry (Beyoncé)
Sorry è un singolo della cantante statunitense Beyoncé, pubblicato il 3 maggio 2016 come secondo estratto dal sesto album in studio Lemonade.

## Descrizione
La canzone è stata scritta e prodotta da Diana Wynter Gordon, Sean MeLo-X Rhodan e Beyoncé Knowles. Il testo si riferisce ad un tradimento del marito della cantante con una donna che viene indicata come «Becky».

## Video musicale
Il videoclip del brano è stato diretto da Kahlil Joseph e dalla stessa interprete e fa parte del film di un'ora Lemonade, trasmesso per la prima volta il 23 aprile 2016 sul canale HBO. È stato poi caricato sul canale ufficiale Vevo il 22 giugno 2016. Il video è girato in bianco e nero e la tennista Serena Williams appare in un cameo. Alla Williams è stato chiesto di mantenere la sua apparizione segreta fino alla pubblicazione del film. Beyoncé ha voluto includerla nel video per il suo essere una «personificazione di forza»; è stata avvicinata dal regista e dalla cantante che erano entrambi interessati a un suo contributo per il brano in particolare. Durante le riprese, Beyoncé ha detto alla Williams «sii veramente libera e balla come se nessuno ti stia guardando e dacci dentro».
Nel contesto della trama principale dell'album, che segue una donna che affronta il tradimento del suo amato, Sorry è collocato nel mezzo, durante la fase chiamata «apatia». Beyoncé recita fuoricampo una poesia scritta da Warsan Shire che tratta dell'infedeltà, sopra la lenta melodia di un carillon che riproduce un tema dal balletto Il lago dei cigni di Pëtr Il'ič Čajkovskij. La poesia include i versi «Allora cosa hai intenzione di dire al mio funerale, ora che mi hai uccisa?» e «Cenere alla cenere, polvere alle amanti», questo ultimo verso fa riferimento alla Bibbia.
Mentre la canzone inizia, il videoclip mostra la cantante che balla insieme a delle ragazze in costumi tribali e con facce e corpi dipinti. Adelle Platon di Billboard ha notato come la scelta di dipingere il corpo dei ballerini sia stata ispirata dalle popolazioni di Yoruba. La dipintura sui corpi è stata definita «l'arte Sacra degli Ori» dall'artista nigeriano Laolu Senbanjo. Chris Kelly di Fact ha osservato come sia servito come «parte di una rete di collegamenti tra Beyoncé e il suo amante, Africa e America, la musica pop e classica». La Williams è mostrata in numerose scene in un palazzo vestita con un body nero mentre fa twerking accanto a Beyoncé, seduta su una sedia simile a un trono. Le scene finali vedono Beyoncé che balla davanti al bus, prima della famosa frase di chiusura «faresti meglio a chiamare Becky dai bei capelli». Il video ha ricevuto una candidatura agli MTV Video Music Awards 2016 per la miglior coreografia.

## Classifiche
| Classifica (2016) | Posizione massima |
| ----------------- | ----------------- |
| Canada            | 40                |
| Francia           | 62                |
| Irlanda           | 82                |
| Regno Unito       | 33                |
| Scozia            | 30                |
| Stati Uniti       | 10                |
| Svezia            | 82                |